# Есин, Виктор Иванович
Виктор Иванович Есин (род. 14 февраля 1937 года в Москве) — советский и российский военачальник, генерал-полковник (23 декабря 1994 года), начальник Главного штаба РВСН Российской Федерации с ноября 1994 по декабрь 1996 года, кандидат военных наук (1995), действительный государственный советник Российской Федерации 3 класса (15 января 1998 года).

## Образование
Из семьи рабочего. Русский. К началу Великой Отечественной войны семья жила в Сокольниках, отец работал техником-экспериментатором на авиационном заводе, мать — на заводе «Красный богатырь». В 1941—1944 годах семья Есиных вместе с авиазаводом была эвакуирована в Куйбышев. Окончил среднюю школу в Москве в 1954 году. С 1955 года работал в Центральном институте авиационного моторостроения имени П. И. Баранова в Москве в должности ученика техника-экспериментатора, затем — техника-экспериментатора. Окончил 4 курса Московского авиационного института имени Серго Орджоникидзе (1959).

## Военная служба
После 4-го курса института в 1959 году был призван в Советскую армию для формирования создающихся Ракетных войск стратегического назначения (РВСН). Окончил Военную артиллерийскую инженерную академию имени Ф. Э. Дзержинского в 1961 году. С 1961 года служил начальником отделения, помощником начальника инженерной службы ракетного дивизиона, помощником начальника инженерной службы 79-го ракетного полка 29-й ракетной дивизии (г. Плунге). Участвовал в операции «Анадырь», вместе с специально сформированным для этой цели 514-м ракетным полком 51-й ракетной дивизии был тайно переброшен кораблями на Кубу, полк был развёрнут в районе Сагуа-ла-Гранде, провинция Вилья-Клара. После окончания Карибского кризиса вместе с вооружением полка вернулся в СССР. Затем продолжил службу: помощник и старший помощник начальника службы ракетного вооружения ракетной дивизии, заместитель начальника отделения боевой готовности и боевой подготовки ракетной дивизии, заместитель начальника оперативного отделения ракетной дивизии. С декабря 1976 года — офицер, старший офицер оперативного управления Главного штаба РВСН. По собственным воспоминаниям, в годы Холодной войны участвовал в планировании ядерных ударов и выборе целей для них на территории США. В 1981 году направлен на учёбу.
Окончил Военную академию Генерального штаба Вооружённых Сил СССР имени К. Е. Ворошилова в 1983 году. С 1983 года — заместитель начальника направления, начальник отдела, заместитель начальника оперативного управления Главного штаба РВСН РФ. С 1989 года — начальник оперативного управления — заместитель начальника Главного штаба РВСН РФ. В 1994 году на протяжении нескольких месяцев — первый заместитель начальника Главного штаба РВСН РФ. С июля 1994 года — начальник Главного штаба — первый заместитель главнокомандующего РВСН РФ. Член Военного совета РВСН РФ (25.07.1994 — 30.12.1996). В начале 1990-х годов активно участвовал в международных переговорах о сокращении ядерных вооружений с США, о выводе ядерного оружия из Украины.

## На гражданской службе
С декабря 1996 года — заместитель руководителя аппарата — начальник отдела Совета обороны Российской Федерации. Сначала был откомандирован из Вооружённых Сил, в октябре 1997 года уволен в запас по возрасту, продолжил работу в Совете обороны. В апреле 1998 — феврале 2002 года — начальник Управления военной безопасности аппарата Совета безопасности Российской Федерации, председатель межведомственной комиссии Совета безопасности по военной проблематике, занимался вопросами безопасности российского ядерного оружия. С июня 2002 года — консультант командующего РВСН. С 2002 года — ведущий научный сотрудник Института США и Канады РАН. Преподаватель факультета мировой политики при Институте США и Канады РАН на базе Государственного академического университета гуманитарных наук.
Известен как крупный военный аналитик и политолог. Автор более 20 научных трудов по закрытой тематике и около 100 открытых научных публикаций по проблемам международной безопасности. Наиболее крупные публикации: «Ядерное оружие и будущее российских вооруженных сил», «Противоракетное глобальное превосходство», «Тенденции развития ядерных сил в XXI веке», «Ядерное оружие КНДР: угроза или шантаж», «Проблема распространения ядерного оружия в Европе в начале XXI века», «Россия в борьбе с международным терроризмом: границы повышения позитивного образа страны», «Третий после США и России — О ядерном потенциале Китая без занижений и преувеличений» — единственная (на 2020 год) в России оценка ядерного потенциала Китая, выполненная профессионалом. Один из авторов энциклопедии «Ядерное нераспространение», редактор-составитель сборника «Стратегическая операция „Анадырь“: Как это было». Сфера научных интересов — реформирование Вооружённых сил, вопросы стратегической стабильности. Профессор Академии военных наук (1995). Кандидат военных наук (1995), доцент.

#### Неофициальная дипломатическая деятельность
В декабре 2012 года генерал-полковник в отставке Есин ездил в США, где в Вашингтоне встречался с политиками и представителями Пентагона. Хотя визит и был неофициальным, очевидно, что он состоялся с санкции руководства России. 
Целью визита было донести до руководства США свои оценки ядерного арсенала Китая (от 1600 до 1800 ядерных боеголовок, вместо заниженных американских оценок в 200—400 штук) и обратить внимание политиков США на то, что договор РСМД от 1987 года теперь бесполезен, так как он не включает Китай и не учитывает, что Китай нарастил количество баллистических ракет именно меньшей и средней дальности DF-11, DF-15 и DF-21, которые в принципе не могут угрожать территории США из-за недостаточной дальности, но которые опасны для России, причем Китай размещает их именно на границе. 
По итогам переговоров Виктор Есин отметил, что за исключением заместителя госсекретаря США Роуз Геттемюллер, которая тогда занималась вопросами международной безопасности и контролем вооружений в Госдепе США, другие представители отдела по контролю вооружений «не отреагировали и не показали никаких эмоций» по поводу высказанной им проблематики. 

### Семейное положение
Женат, имеет дочь и сына. Живёт в Москве.

## Награды
- орден «За военные заслуги» (1995)
- орден Красной Звезды (1989)
- орден «Знак Почёта» (1977)
- медали

## Высшие воинские звания
- генерал-майор (7.05.1987)
- генерал-лейтенант (18.12.1991)
- генерал-полковник (23.12.1994)